# Henryk Jendza
Henryk Jendza (ur. 13 października 1921 w Wilnie, zm. 26 lipca 1962 w Szczecinie) – polski technik mechanik, dyrektor Stoczni Szczecińskiej, który pełnił tę funkcję w okresie odbudowy poniemieckich zakładów AG Vulcan Stettin i Stettiner Oderwerke ze zniszczeń po II wojnie światowej. 

## Życiorys

### Przed podjęciem pracy w Stoczni Szczecińskiej
Urodził się 13 października 1921 w Wilnie. Był synem Józefa Jendzy. 
Wskutek agresji ZSRR na Polskę we wrześniu 1939 roku Wilno znalazło się w granicach Republiki Litewskiej; 21 lipca 1940 roku powstała Litewska SRR. W tych latach Henryk Jendza uczył się na Wydziale Mechanicznym Państwowej Szkoły Technicznej im. Marszałka Józefa Piłsudskiego (liceum techniczne) – technicznej szkoły średniej, podobnej do warszawskiej Szkoły Wawelberga i Rotwanda – i pracował przy montażu silników lotniczych (1940–1941). Szkołę skończył w roku 1942, uzyskując tytuł technika mechanika. Nigdy nie korzystał z prawa do używania tytułu inżyniera, przyznanego absolwentom „Wawelberga” i Szkoły J. Piłsudskiego. 
W roku 1943 był maszynistą kolejowym, a w roku 1945 – pracownikiem Wydziału Szkolenia Kadr w Dyrekcji Wileńskiej Kolei Państwowych.
Po zakończeniu wojny przeniósł się z Wilna do Szczecina przekazanego Polsce postanowieniami konferencji jałtańskiej i poczdamskiej, jako część rekompensaty za utracone Kresy Wschodnie. 
Był zatrudniony:
- w roku 1946 – w Urzędzie Wojewódzkim jako technik-referendarz,
- w latach 1946–1948 – w Zakładzie URSUS (później Fabryka Mechanizmów Samochodowych POLMO), kolejno na stanowiskach: konstruktora, kierownika biura konstrukcyjnego i szefa produkcji,
- w latach 1948–1950 – w Miejskich Zakładach Samochodowych na stanowisku dyrektora.

### Praca w Stoczni Szczecińskiej
Henryk Jendza jest uważany za budowniczego zrębów przemysłu stoczniowego w Szczecinie, mimo że nie był pierwszym powojennym dyrektorem Stoczni Szczecińskiej, którą polskie władze miejskie stopniowo przejmowały od roku 1945. Jendza kierował Stocznią w latach 1950–1962 (do śmierci). W tym okresie zwodowano ponad 80 statków pełnomorskich.

#### Stocznia w latach 1945–1950

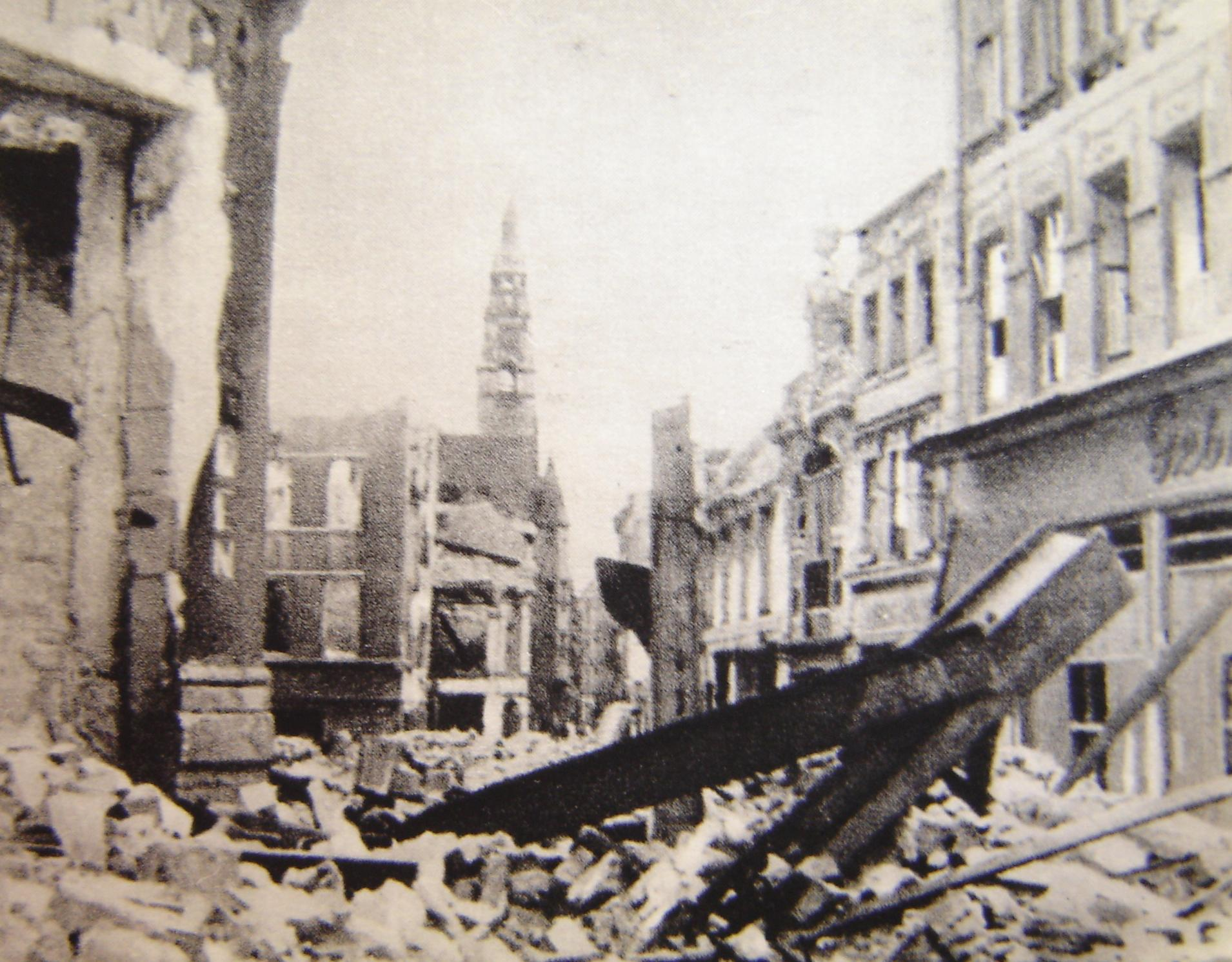
Szczecin w roku 1945, po nalotach alianckiego lotnictwa

Stocznię Szczecińską zaczęto uruchamiać już w latach 1945–1946, sytuując ją na części terenów byłych stoczni niemieckich AG Vulcan Stettin i Stettiner Oderwerke, zniszczonych w czasie alianckich nalotów (zwłaszcza nalotów dywanowych 17/18 i 29/30 sierpnia 1944) oraz demontażu części wyposażenia przez wycofujących się Niemców oraz przez Armię Czerwoną (zarządzającą miastem do 5 lipca 1945 roku). Do roku 1950 produkcję statków próbowano wznowić w Stoczni Szczecińskiej, działającej jako oddział Zjednoczenia Stoczni Polskich (ZSP), powołanego 14 czerwca 1945 roku. W latach 1946–1948 Rosjanie stopniowo przekazywali Polakom Stettiner Oderwerke, a Stettiner Wulkanwerft przekazano władzom polskim w styczniu 1947 roku. Pierwsze w powojennym Szczecinie wodowanie statku pełnomorskiego o roboczej nazwie Oliwa odbyło się 24 kwietnia 1948 roku – późniejszy SS Marchlewski (złomowany w 1982) był zbudowany z wykorzystaniem kadłuba pozostawionego w stoczni przez Niemców.
Pod koniec roku 1949 zostało zawarte porozumienie z ZSRR, które dotyczyło dostawy dużej liczby statków w latach 1950–1955. W ramach organizacyjnych przygotowań do realizacji tych zadań ZSP przekształcono wiosną 1950 roku w cztery odrębne przedsiębiorstwa państwowe. Jednym z nich była Stocznia Szczecińska.

#### Dyr. Henryk Jendza i Stocznia Szczecińska w latach 1950–1962
Henryk Jendza, wówczas 29-letni dyrektor warsztatów samochodowych, otrzymał w roku 1950 stanowisko dyrektora Stoczni Szczecińskiej i zadanie szybkiego uruchomienia produkcji serii rudowęglowców (napęd parowy, nośność 3,3 tys. DWT)
Załoga Stoczni
Początkowo dysponował zniszczoną w 95% stocznią „Odra” (dawny Stettiner Oderwerke) i załogą, złożoną z kilkuset pracowników. Również oni – podobnie jak dyrektor – nie mieli doświadczenia w budowie statków i urządzeń stoczniowych, które należało odbudować w pierwszej kolejności. Henryk Jendza uczył się nowego zawodu wspólnie z załogą, organizował szkolenia wewnątrzzakładowe, wyposażał Zasadniczą Szkołę Budowy Okrętów, kierował pracowników na zaoczne studia w Politechnice Szczecińskiej. W roku 1958 zorganizował Wieczorowe Technikum Budowy Okrętów, istniejące w roku 2013 jako Zasadnicza Szkoła Zawodowa Nr 2.
Po upływie roku od utworzenia Stoczni pracowało w niej 2,5 tys. pracowników, w tym 4 inżynierów z przygotowaniem stoczniowym, a na początku lat 60. XX w. – 10 tys. pracowników i 200 inżynierów.
W Stoczni utworzono samodzielny szczeciński oddział Centralnego Biura Konstrukcji Okrętowych (CBKO nr 1), w którym pracowali m.in. konstruktorzy: Mikołaj Thierry, Mieczysław Wesołowski, Jerzy Piskorz-Nałęcki, Andrzej Żarnoch, Leszek Bednarski.
Dyrektor był wymagający, ale cieszył się sympatią i zaufaniem pracowników. Przebywał w stoczni niemal stale – jego sylwetka była łatwo zauważalna w grupach ludzi, ponieważ wyróżniał się wzrostem (187 cm). Zwracał się do każdego per „przyjacielu”. Nie stosował kar za niepowodzenia, a każdy sukces pracownika był nagradzany. Przykładem, przytaczanym przez biografów, jest sytuacja, która miała miejsce, gdy grupa pracowników zaproponowała przesuwanie wielkiej bramownicy zamiast jej rozmontowywania i ponownego montażu w nowym miejscu. Mogło się to wiązać z dużą oszczędnością czasu i kosztów, jednak istniało ryzyko, że konstrukcja się przewróci. Odpowiedział na to:

Jeśli się uda, dostaniecie nagrodę. Jeśli się nie uda – ja pójdę siedzieć.

Relacjonując zdarzenie swojemu wieloletniemu przyjacielowi, redaktorowi Władysławowi Daniszewskiemu, powiedział, że to on ma się bać, a oni – spokojnie pracować.
Wyposażanie Stoczni i produkcja statków

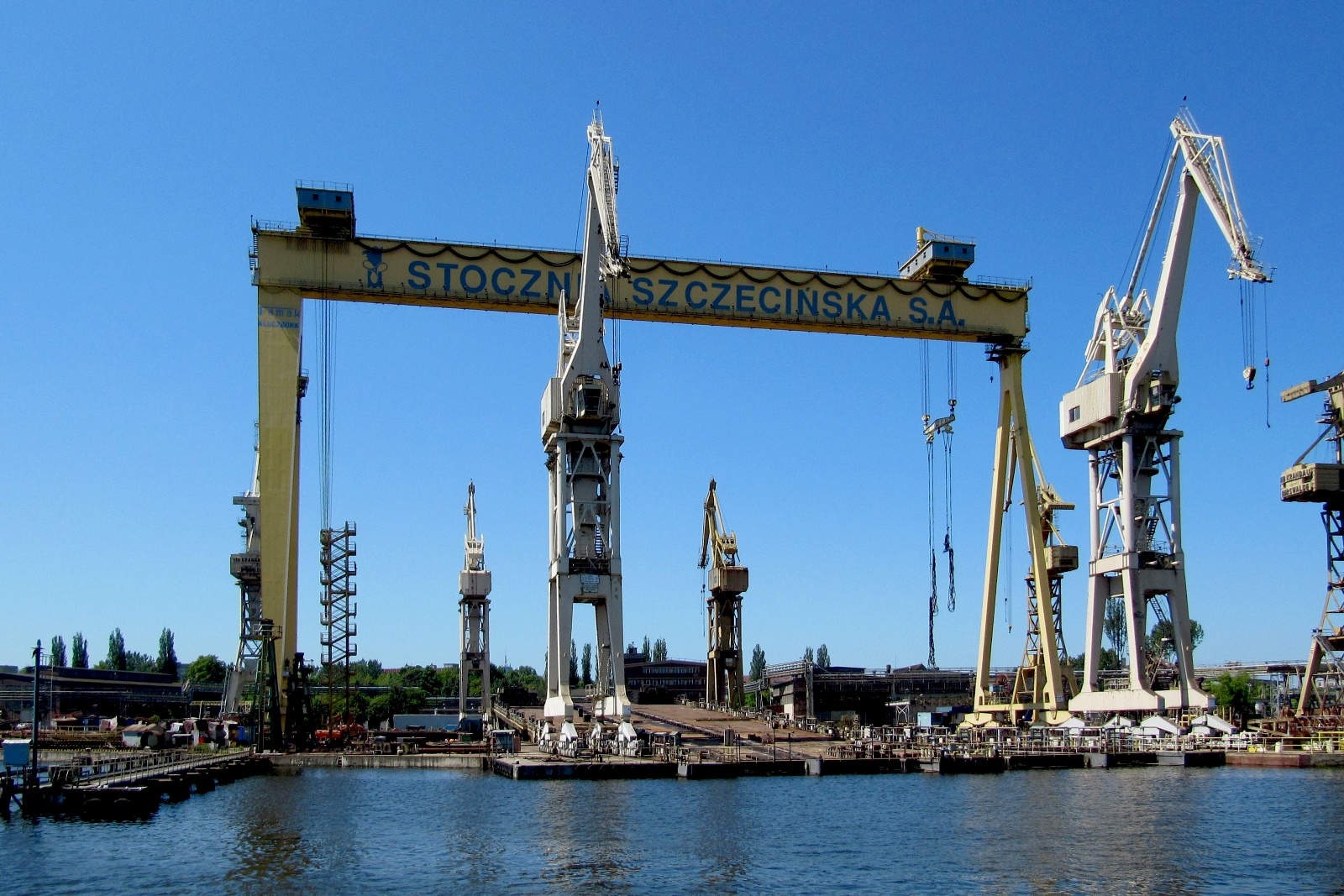
Suwnica bramowa Stoczni Szczecińskiej

Produkcja statków w Stoczni Szczecińskiej została rozpoczęta przed zakończeniem odbudowy zakładu. Stępki pod dwa pierwsze masowce typu B32 o nośności 3,2 tys. DWT (część zamówienia radzieckiego) położono w trzecim kwartale roku 1951, a wodowanie pierwszego statku – „Czułym” (nadzór: Andrzej Jarończyk) – odbyło się 16 grudnia 1952 roku; jego wyposażanie zajęło kolejny rok. Produkcja „Czułyma” okazała się bardzo kosztowna – poniesiono straty w wysokości 20 mln zł. Pierwszy zysk osiągnięto dopiero w roku 1955.
W kolejnym roku doszło do pożaru hali wyposażeniowej, rurowni i ślusarni. To zdarzenie, stawiające pod znakiem zapytania dalszy rozwój Stoczni Szczecińskiej, Henryk Jendza wykorzystał dla dobra zakładu – uczynił z niego argument przemawiający za nowoczesnym zagospodarowaniem poniemieckiej stoczni Vulcan.
Program tworzył zespół pod kierownictwem szefa technicznego stoczni, inż. Eugeniusza Skrzymowskiego, przy współpracy z doc. Jerzym Doerfferem z Gdańska. Zaplanowano utworzenie nowoczesnego ośrodka, który mógłby konkurować ze stoczniami Finlandii, Norwegii i innych krajów zachodnich. Przyjęto, że nośność największej produkowanej jednostki będzie wynosić 25 tys. DWT. Postanowiono zastosować suwnice bramowe o udźwigu 100 ton.
Prace adaptacyjne załoga z zapałem wykonywała mimo panujących mrozów (-20 °C) i mimo sprzeciwów Zjednoczenia Przemysłu Okrętowego, nie dostrzegającego konieczności ratowania Stoczni; jej dyrektor otrzymywał nagany.
Wraz z doskonaleniem wyposażenia unowocześniano metody produkcji, m.in. wprowadzono – po raz pierwszy w Polsce – blokową metodę budowy kadłubów, tzw. „rozrachunek wewnątrzwydziałowy” i zasadę „bezbrakowości”. Samorząd robotniczy miał rzeczywisty wpływ na decyzje dotyczące Stoczni.
Po odbudowie i modernizacji ośrodek kadłubowy Wulkan dysponował pochylniami W1 i W2 o wymiarach:
- W1 – długość 208 m, szerokość: 26,5 m,
- W2 – długość 195 m, szerokość: 26,35 m.

Stępkę pod pierwszy statek – drobnicowiec o symbolu B-54, MS Janek Krasicki – położono w grudniu 1958 roku. Wodowanie odbyło się 29 września 1959 roku (w tym samym roku Stoczni Szczecińskiej nadano imię Adolfa Warskiego), a oddanie do eksploatacji przez PLO – 18 czerwca 1960 roku.
W dziesięcioleciu 1950–1960 budowano głównie jednostki o napędzie parowym (budowę parowców zakończono w roku 1962, gdy została rozpoczęta produkcja okrętowych silników wysokoprężnych w Zakładach Przemysłu Metalowego H. Cegielski w Poznaniu). Stocznia kooperowała m.in. z Zakładami Urządzeń Technicznych w Gliwicach (pompy układów chłodzenia silników głównych, układów osuszających i przeciwpożarowych), zakładami w Sosnowcu, Zabrzu i Bytomiu (wyroby z metali kolorowych) oraz w Cieszynie (silniki elektryczne), Warszawskimi Zakładami Radiowymi Rawar (radary nawigacyjne).
W okresie pracy Henryka Jendzy na stanowisku dyrektora Stoczni Szczecińskiej zwodowano łącznie ponad 80 statków, m.in. SS Katowice (1957), SS Opole (1958), SS Malbork (1958, pierwszy statek dla PŻM). Prowadzono seryjną budowę drobnicowców typu B55 (6 tys. DWT), typu B59 (4,3 tys. DWT) oraz typu B450 (2,3 tys. DWT) dla armatorów z Brazylii, Indonezji i Polski.
W 1955 r. został odznaczony Krzyżem Kawalerskim Orderu Odrodzenia Polski oraz Medalem 10-lecia Polski Ludowej.
Śmierć
Zmarł wskutek zapalenia wyrostka robaczkowego. Do śmierci z tego powodu prawdopodobnie by nie doszło, gdyby nie zaniechanie leczenia. Spiesząc się do stoczni Jendza starał się domowymi środkami – m.in. gorącą kąpielą – złagodzić ból, co okazało się tragiczne w skutkach. Według Władysława Daniszewskiego, przyjaciela Jendzy i autora biogramu zamieszczonego w zbiorze „Szczecinianie Stulecia”, „Henryk umarł na stocznię”.

## Działalność polityczna
Od 20 lutego 1957 roku do 17 lutego 1961 roku Henryk Jendza był posłem okręgu nr 94 w Szczecinie na Sejm PRL (2 kadencja, 1957–1961). Należał do Klubu Poselskiego PZPR. Działał w Komisji Gospodarki Morskiej i Żeglugi oraz w Komisji Nadzwyczajnej Ziem Zachodnich. W czasie urzędowania wygłaszał własne opinie niezgodne z opinią kierownictwa partyjnego, które były akceptowane ze względu na jego wyniki w Stoczni Szczecińskiej. W roku 1962 ukazał się w Życiu Gospodarczym artykuł H. Jendzy, w którym krytykował działalność ministerstwa w sprawach polityki morskiej.

## Upamiętnienie
Mieszkańcy Szczecina tłumnie żegnali Henryka Jendzę. Kondukt pogrzebowy, przechodzący przez miasto od bram Stoczni na cmentarz Centralny, był długo wspominany jako wielka manifestacja szacunku dla zmarłego i solidarności z jego przyjaciółmi-stoczniowcami. Jeden ze świadków wspominał po kilkudziesięciu latach:

Mało kto w ówczesnej Polsce miał taki pogrzeb. W samym Szczecinie na pewno nie było wtedy drugiej takiej osoby, którą z takimi honorami by żegnano. Gdy początek konduktu pogrzebowego znajdował się na wysokości dzisiejszego CH GALAXY, to niech mi pan wierzy, jego koniec znajdował się na terenie stoczni jeszcze…

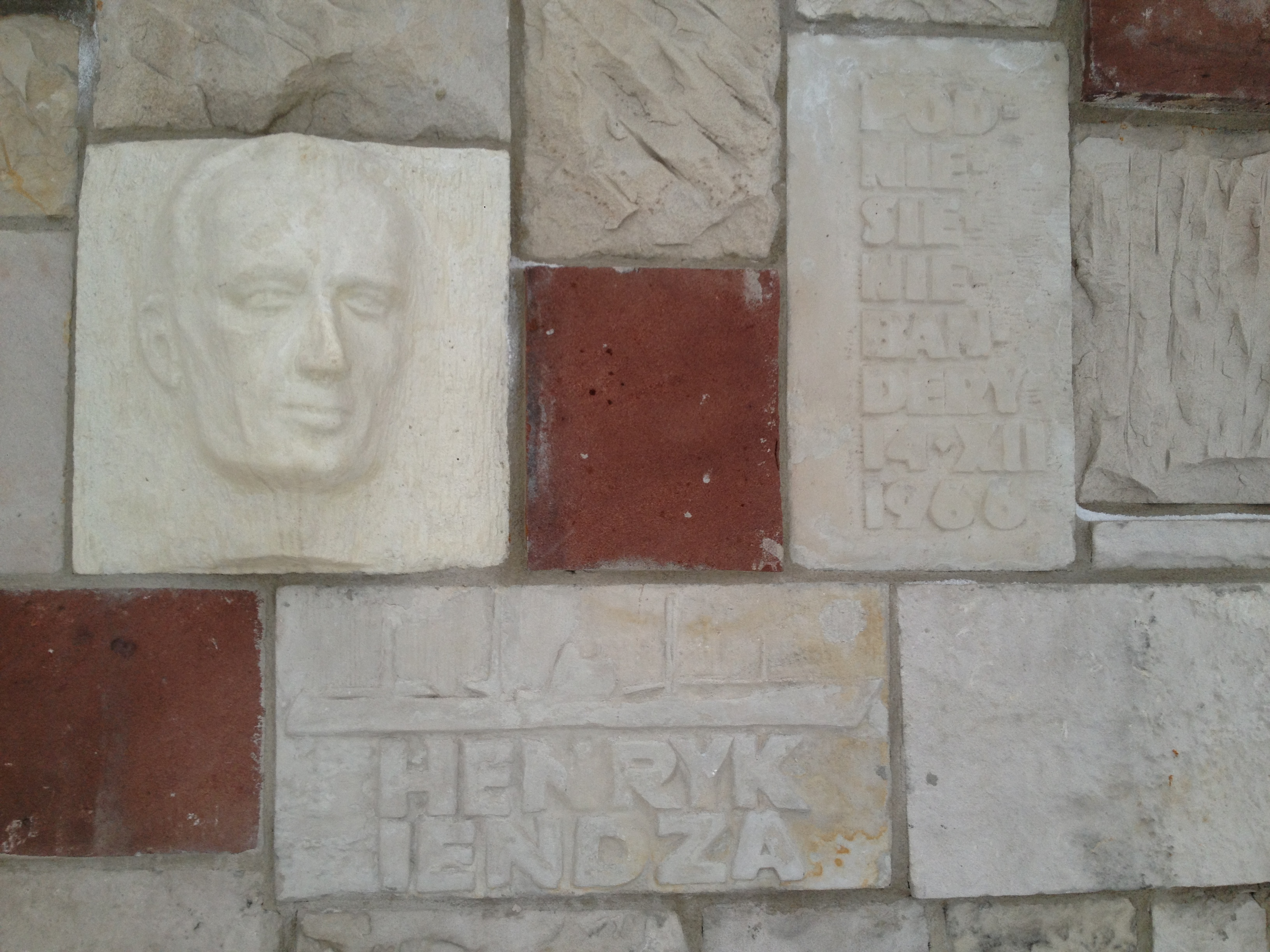
Kompozycja tablic pamiątkowych
przy Bulwarze Piastowskim

Trzy lata po śmierci Henryka Jendzy (1965) w Stoczni zwodowano kolejny statek typu B-454, dziesięciotysięcznik nazwany MS Henryk Jendza. Znalazł się w roku 1966 na polskim znaczku pocztowym.
W latach 1965–1970 w Szczecinie stworzono Kronikę Morską Szczecina – ozdobny fryz na murze oporowym wzdłuż Bulwaru Piastowskiego (wówczas Bulwar Piastów Pomorskich) w kolejności od Mostu Długiego do Trasy Zamkowej. Fryz składa się z 53 elementów (płaskorzeźb i tablic, autor projektu i wykonawca: Sławomir Lewiński), upamiętniających rezultaty pracy stoczniowców, marynarzy, portowców i rybaków. Całość odsłonięto 22 czerwca 1968 roku, z okazji Dni Morza. Jedna z kompozycji składa się z trzech płyt: pierwszej – z wmurowaną płaskorzeźbą głowy Henryka Jendzy, drugiej – z sylwetką statku jego imienia i trzeciej – z inskrypcją: PODNIESIENIE BANDERY/14.XII/1966. Drugą osobą, która została w podobny sposób upamiętniona w Kronice Morskiej Szczecina, jest Konstanty Ildefons Gałczyński, na którego cześć nazwano MS „K.I. Gałczyński”, drobnicowiec typu B-516-II/6 (podniesienie bandery 23 września 1964).
W roku 1999 Henryk Jendza zajął jedenastą pozycję na liście „Szczecinianie Stulecia”, stworzonej na podstawie wyników plebiscytu Gazety Wyborczej (wyd. szczecińskie), Polskiego Radia Szczecin i TVP Szczecin, uzyskując 978 głosów.